# KISS KISS (레이디스 코드의 노래)
〈KISS KISS〉는 대한민국의 걸 그룹 레이디스 코드의 첫 번째 싱글 앨범이자 다섯 번째 싱글이다. 2014년 8월 7일에 발매되었다. 2014년 9월 은비와 리세가 교통사고로 사망하면서, 둘이 마지막으로 참여한 음반이 되었다.

## 곡 목록
슈퍼창따이가 작사·작곡·편곡을 했다. (가사가 없는 "Kiss Kiss (Inst.)"는 제외)
| #            | 제목                  | 재생 시간 |
| ------------ | --------------------- | --------- |
| 1.           | 〈KISS KISS〉         | 3:31      |
| 2.           | 〈KISS KISS (Inst.)〉 | 3:31      |
| 총 재생 시간 | 총 재생 시간          | 7:02      |

## 차트 기록
| 곡             | 최고 순위 |
| -------------- | --------- |
| 가온 싱글 차트 | 50        |